# Роман Процик
Процик Роман Степанович (англ. Procyk Roman; нар. 28 грудня 1952, Мюнхен) — біохімік, громадський діяч. Доктор біохімії (1978). Дісний член Наукового товариства імені Шевченка в Америці.

## Біографія
Народився в м. Мюнхен (ФРН). Із 1956 — у США. Ступінь бакалавра з хімії одержав у ЛаСаль Коледжі (LaSalle) 1974, ступінь магістра (1976) та доктора (1978) з біохімії — у Медичній школі ім. Ганемана (Hahnemann) у Філадельфії (США). Працював у Нью-Йоркському центрі дослідження крові, згодом як старший науковий дослідник — у фармацевтичній компанії Брістол-Маєрз Сквіб (Bristol-Myers Squibb Pharmaceutical Research Institute) у Принстоні (шт. Нью-Джерсі, США). Автор численних наукових статей про молекулярну структуру фібріногену та згустків крові. Член управи НТШ в Америці, науковий секретар (2007—09). Активний член «Пласту».
Із 1975 Роман Процик — активіст Фонду катедр українознавства (ФКУ), із 1977 — член його головної екзекутиви. Брав участь у розбудові Літньої школи українознавства Гарвардського університету, працював над масштабними проектами ФКУ та Українського наукового інституту Гарвардського університету, пов'язаними з відзначенням 50-х роковин Великого голоду в Україні 1932—33. Із 1990 поширює діяльність ФКУ в Україні. У рамках проектів ФКУ допомагає в організації комп'ютерної бази та видавничої діяльності Археографічної комісії АН УРСР, згодом — Інституту української археографії та джерелознавства імені М.Грушевського НАН України, Інституту українознавства імені І.Крип'якевича НАН України, Державного комітету архівів України. Надавав допомогу в налагодженні видання часописів «Пам'ятки України» (див. «Пам'ятки України: Історія та культура»; 1990-ті рр.), «Архіви України» (1990-ті рр. — 2008); у співпраці з Українським науковим інститутом Гарвардського університету підтримує часопис «Критика» та різні проекти видавництва «Критика».
Організовує фінансову базу програм українських студій у Гарвардському та Колумбійському університетах. Налагодив діяльність доброчинного фонду «Сейбр-Світло» в Україні. Редагує й видає «Обіжний листок Фонду катедр українознавства» (із 1987) та серію передруків наукових статей про Голодомор 1932—1933 років в УСРР (із 2009). Із 1979 — член управи Східноєвропейських досліджень інституту, із 2009 — його президент.